# Bathypogon nigrinus
Bathypogon nigrinus là một loài ruồi trong họ Asilidae. Bathypogon nigrinus được Ricardo miêu tả năm 1912. Loài này phân bố ở miền Australasia.